# Podul natural de la Grohot
Podul natural de la Grohot este o rezervație naturală de tip geologic de categoria a III-a din România (monument al naturii), în suprafață de 1 ha, situată pe valea Uibăreștilor, pe teritoriul satului Grohot, comuna Bulzeștii de Sus, la aproximativ 15 km de Țebea.
Este protejat pentru conservarea elementelor naturale specifice (podul natural propriu zis), la care se adaugă și vegetația dezvoltată pe substrat calcaros cu numeroase elemente specifice zonei submediteraneene.